# Murakami (Niigata)
Murakami (村上市 -shi) é uma cidade japonesa localizada na província de Niigata.
Em 2003 a cidade tinha uma população estimada em 31 109 habitantes e uma densidade populacional de 218,89 h/km². Tem uma área total de 142,12 km².
Recebeu o estatuto de cidade a 31 de Março de 1954.